# Robomodo
Robomodo was een computerspelontwikkelaar in Chicago. Robomodo werd opgericht in 2008 door ex-medewerkers van Midway Games en Electronic Arts Chicago.

## Spellen
- Tony Hawk: Ride (2009)
- Tony Hawk: Shred (2010)
- In Time (2011)[1]
- Big League Sports: Kinect (2011)[2]
- Tony Hawk's Pro Skater HD (2012)
- Skateboard Slam (2013)
- Hunger Games: Catching Fire Panem Run (2013)
- Globber's Escape (2014)
- Monster Flash (2014)
- Tony Hawk's Pro Skater 5 (2015; met Disruptive Games)[3]